# Eisenach (Eifel)

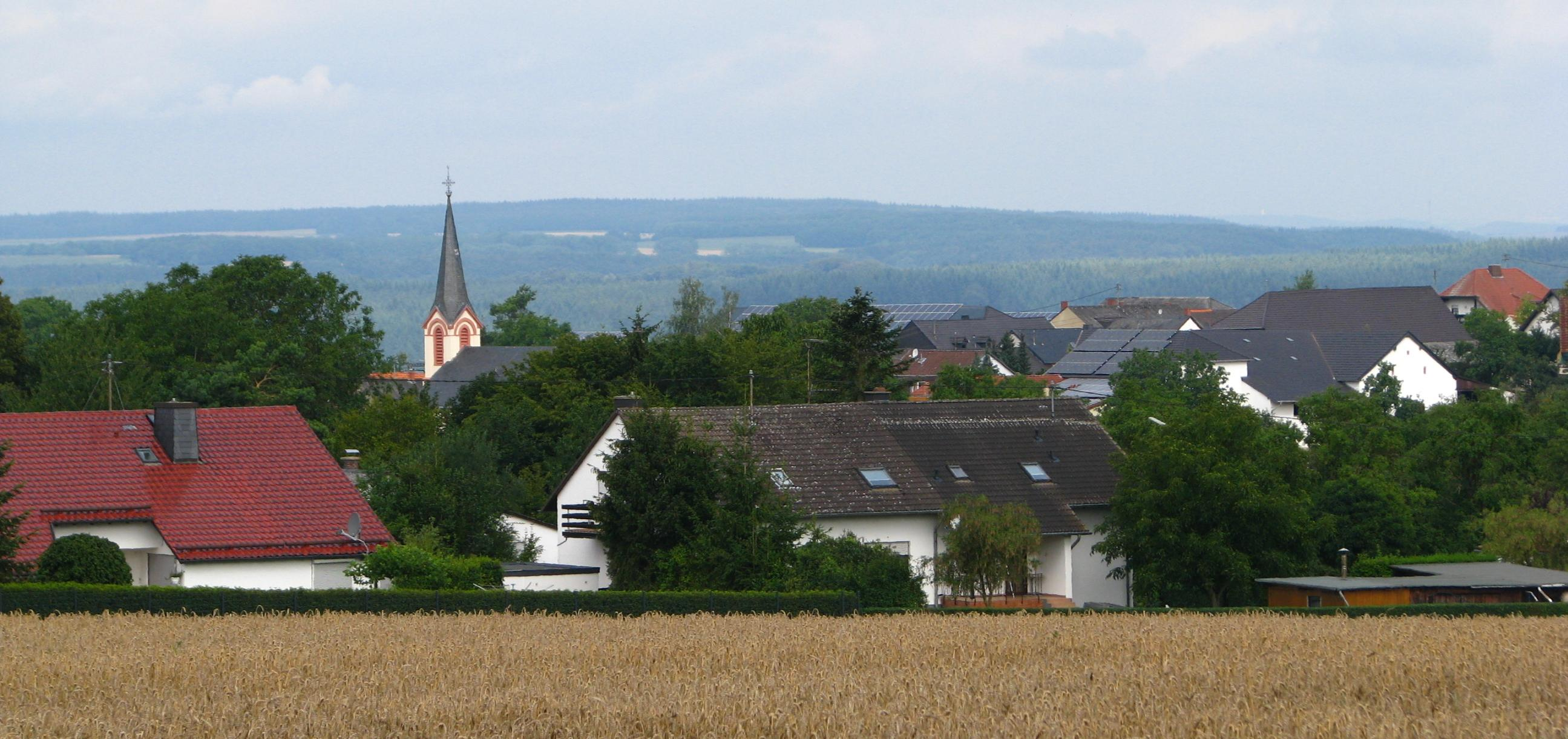
Eisenach von Osten aus gesehen.

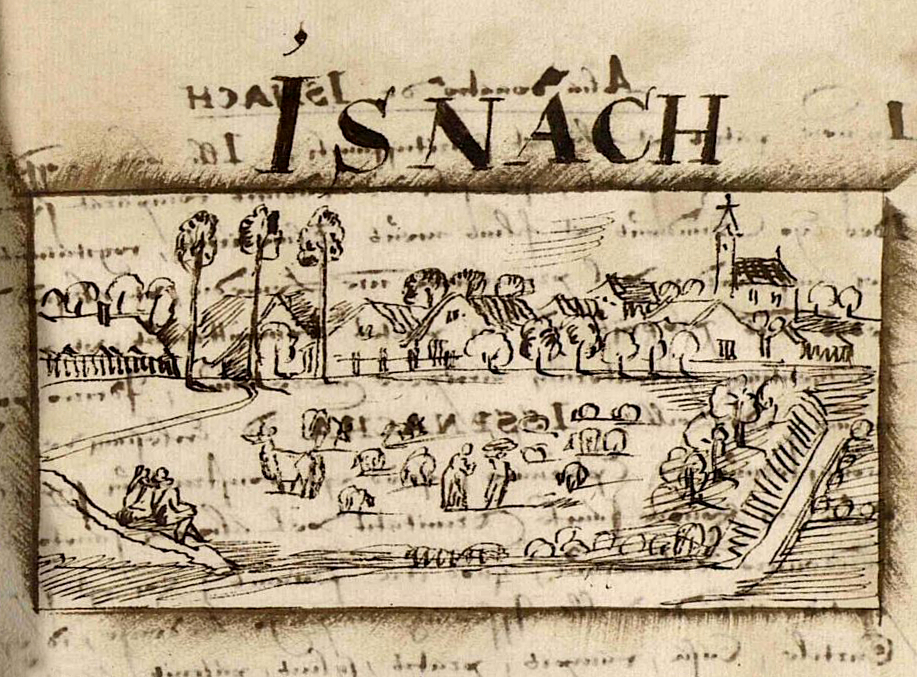
Isnach/Eisenach von Jean Bertels 1597

Eisenach ist eine Ortsgemeinde im Eifelkreis Bitburg-Prüm in Rheinland-Pfalz. Sie gehört der Verbandsgemeinde Südeifel an.

## Geographie
Zu Eisenach gehören auch die Wohnplätze Auf Mühlenbach und Waldburghof.

### Lage
Eisenach liegt 21 Kilometer von Trier und 16 Kilometer von Bitburg entfernt im Bitburger Gutland, einer von mesozoischen Gesteinen geprägten Schichtstufenlandschaft. Die Ortslage befindet sich in der Talmulde eines rechtsseitigen Nebenbaches des Affelsbaches im Bereich des Oberen Muschelkalks.

### Geologie
Östlich des Ortes wird der Muschelkalk von den Schichten des Unteren Keupers überlagert. Das gesamte Profil der für Eisenach typischen Geologie ist im Steinbruch südwestlich des Ortes aufgeschlossen. Es reicht vom weißen Lingula-Dolomit des Mittleren Muschelkalkes über die Trochitenkalke und den Ton-Mergel-Dolomit des Oberen Muschelkalkes bis zu den bräunlichen Sandsteinen des Unteren Keupers.

### Vegetation
Die potentielle natürliche Vegetation, die sich ohne das Zutun des Menschen einstellen würde ist ein Waldmeister-Buchenwald. Der größte Teil der Gemarkung wird jedoch ackerbaulich genutzt. Auf den Lehmböden über Muschelkalk ist Weizenanbau verbreitet. Weideland und Laubwald befindet sich auf den tonigen Böden über dem Unteren Keuper. Im Meßbüsch, einem Wäldchen östlich des Ortes, dominiert die Rotbuche.

### Hoftyp
Die Ortslage wird geprägt von gebietstypischen Winkelhöfen und Quereinhäusern vom Trierer Typ, dem sogenannten Trierer Einhaus.

## Geschichte
Als Zeugen einer frühgeschichtlichen Besiedlung des Raumes um Eisenach können sowohl Hügelgräber als auch eine Viereckschanze, die auf die späte Latènezeit datiert wird, angesehen werden. Auf der Gemarkung Eisenachs wurden an drei Örtlichkeiten Grabfunde gemacht. Zum einen handelt es sich um ein 1997 entdecktes Brandgräberfeld südlich des Ortes. Man beobachtete fünf Bestattungen und fand unter anderem verzierte Knochenplättchen, wonach das Gräberfeld in die Zeit der Hunsrück-Eifel-Kultur (HEK) datiert werden konnte. Der zweite Fund war ein fränkisches Gräberfeld nördlich des Ortes, bei dessen Untersuchungen man zudem auf Siedlungsreste der HEK stieß. Die dritte Örtlichkeit bildet der Messebüsch östlich von Eisenach. Hier fand man eine Gruppe von 17 Grabhügeln, deren Zeitstellung noch unbekannt ist.
Auf einem Höhenrücken südwestlich von Eisenach wurden zudem auf einer Fläche von rund 20{\displaystyle \times }20 m in den 1980er und 1990er Jahren ca. 35 Münzen des 1. bis 4. Jahrhundert n. Chr. aufgelesen. Auf der im Ackerland liegenden Fläche konnten weder Keramikfragmente noch Ziegelbrocken festgestellt werden. Es wurden jedoch wiederholt „Schlackebrocken“ gefunden. Bemerkenswert ist das Vorkommen von frühen römischen Münzen des 1. Jahrhunderts v. Chr. und das gleichzeitige Fehlen von Bauresten. Vermutlich handelt es sich um ein kleines Höhenheiligtum in Holzbauweise.
„Porcionem nostram de villa Hisnanca, Hisnanca in pago Bedinse“ (Unseren Teil der Villa Hisnanca, Hisnanca im Gau Bitburg) (Wampach I 2 Nr. 47). Mit diesen Worten schenkten Godoin und sein Sohn Helmerich ihre Güter zu Eisenach an die Abtei Echternach, wie es die älteste Originalurkunde aus Echternach aus dem Jahr 762 bezeugt.
In einer weiteren Schenkungsurkunde aus dem Jahr 835 wird Eisenach dann als Hissenacha bezeichnet.
Außer der Abtei Echternach besaß auch das Domkapitel zu Trier in der Gemarkung landwirtschaftlich genutzte Flächen, die nach der Säkularisation Anfang des 19. Jahrhunderts zugunsten Frankreichs verkauft wurden. Der landwirtschaftlich geprägte Charakter des Ortes ist bis heute erhalten geblieben, die Bevölkerungszahl hat sich in den vergangenen zwei Jahrhunderten nur wenig geändert.
Bis zum 7. November 1970 gehörte Eisenach zum Landkreis Trier-Saarburg und wurde in den mit gleichem Datum neu gebildeten Landkreis Bitburg-Prüm eingegliedert.
Statistik zur Einwohnerentwicklung
Die Entwicklung der Einwohnerzahl von Eisenach, die Werte von 1871 bis 1987 beruhen auf Volkszählungen:
| Jahr | Einwohner |
| ---- | --------- |
| 1815 | 260       |
| 1835 | 398       |
| 1871 | 416       |
| 1905 | 433       |
| 1939 | 414       |
| 1950 | 404       |
| 1961 | 382       |

| Jahr | Einwohner |
| ---- | --------- |
| 1970 | 388       |
| 1987 | 348       |
| 1997 | 327       |
| 2005 | 370       |
| 2011 | 360       |
| 2017 | 351       |
| 2022 | 384       |

## Politik

### Gemeinderat
Der Gemeinderat in Eisenach besteht aus acht Ratsmitgliedern, die bei der Kommunalwahl am 9. Juni 2024 in einer Mehrheitswahl gewählt wurden, und dem ehrenamtlichen Ortsbürgermeister als Vorsitzendem.

### Bürgermeister
Jürgen Kockelmann wurde am 10. Juli 2019 Ortsbürgermeister von Eisenach. Da bei der Direktwahl am 26. Mai 2019 kein gültiger Wahlvorschlag eingereicht wurde, oblag die Neuwahl des Bürgermeisters gemäß rheinland-pfälzischer Gemeindeordnung dem Rat. Dieser entschied sich bei seiner konstituierenden Sitzung für Kockelmann. Auch für die Direktwahl am 9. Juni 2024 wurden keine Wahlvorschläge eingereicht. Daher hatte der neu gewählte Rat die Wahl durchzuführen. Bei seiner konstituierenden Sitzung am 17. Juli bestätigte er den bisherigen Ortsbürgermeister Jürgen Kockelmann für weitere fünf Jahre in seinem Amt.
Kockelmanns Vorgänger als Ortsbürgermeister war Martin Rau.

### Wappen
| Wappen von Eisenach | Blasonierung: „In Silber eine eingeschweifte rote Spitze, darin ein sechsstrahliger goldener Stern über einem goldenen Balken im Schildfuß, rechts eine rote Scharnierscheibenfibel mit rot-silbernem Bord in Form eines Kantenwürfels, darin ein goldenes Scheibchen in silbern-rotem Bord, links ein geschliffenes rotes (griechisches) Kreuz.“ |
| Wappen von Eisenach | Wappenbegründung: Die Scharnierscheibenfibel aus dem frühen Mittelalter wurde in Eisenach gefunden und als Symbol ins Wappen aufgenommen worden. Auf den ehemaligen Klarissenstift Echternach weist ein in Stein gehauenes Bildnis einer Nonne mit Wappen an einer Bauernhofgiebelwand hin, welche die Symbole Stern und Balken ergaben. Bis 1803 gehörte Eisenach über fünfhundert Jahre zum Trierer Kurstaat, symbolisiert durch das rote Kurtrierische Kreuz. |

## Kultur und Sehenswürdigkeiten

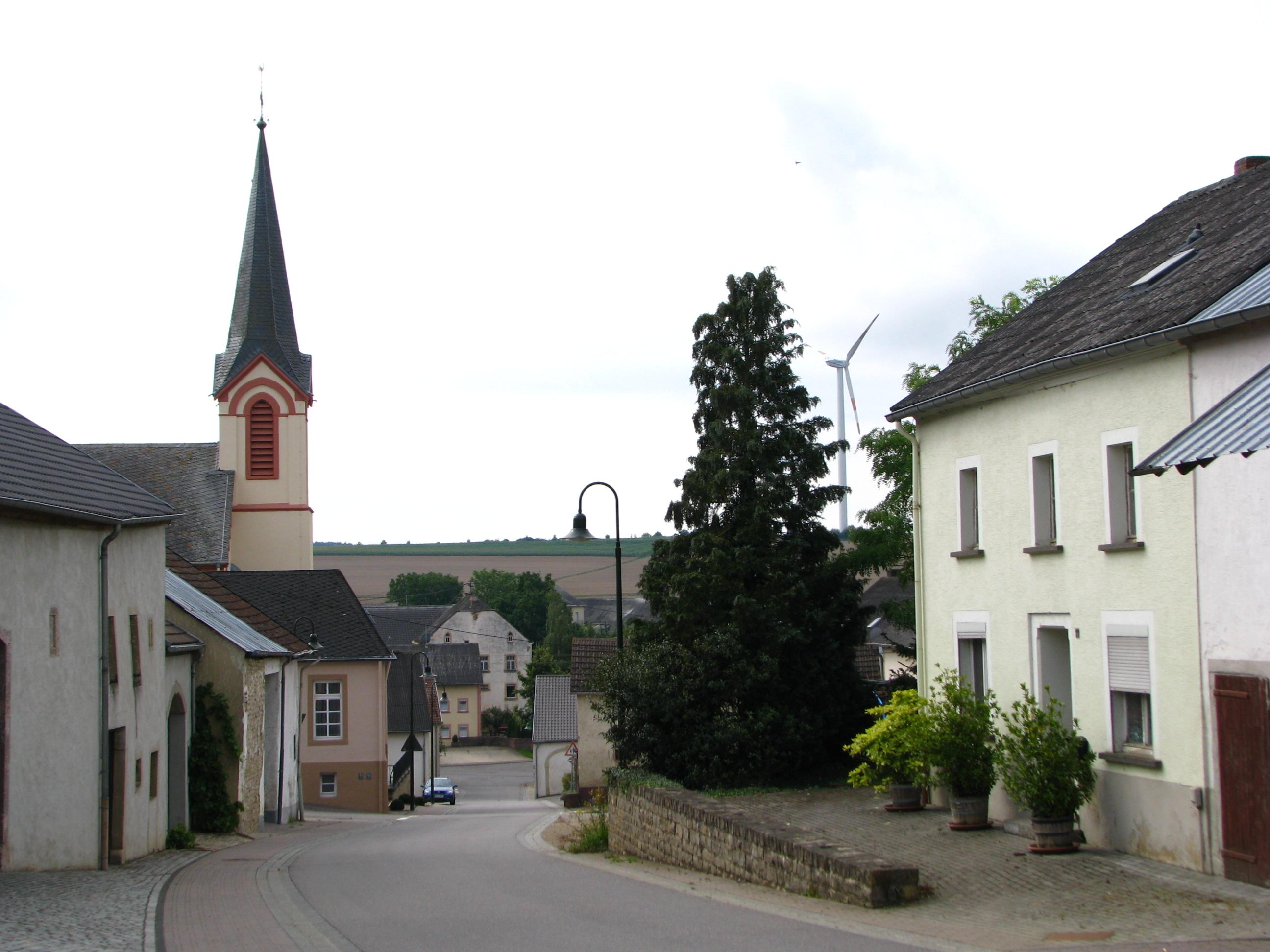
Ortsmitte von Eisenach mit der St. Martins-Kirche, im Hintergrund mit Windkraftanlage.

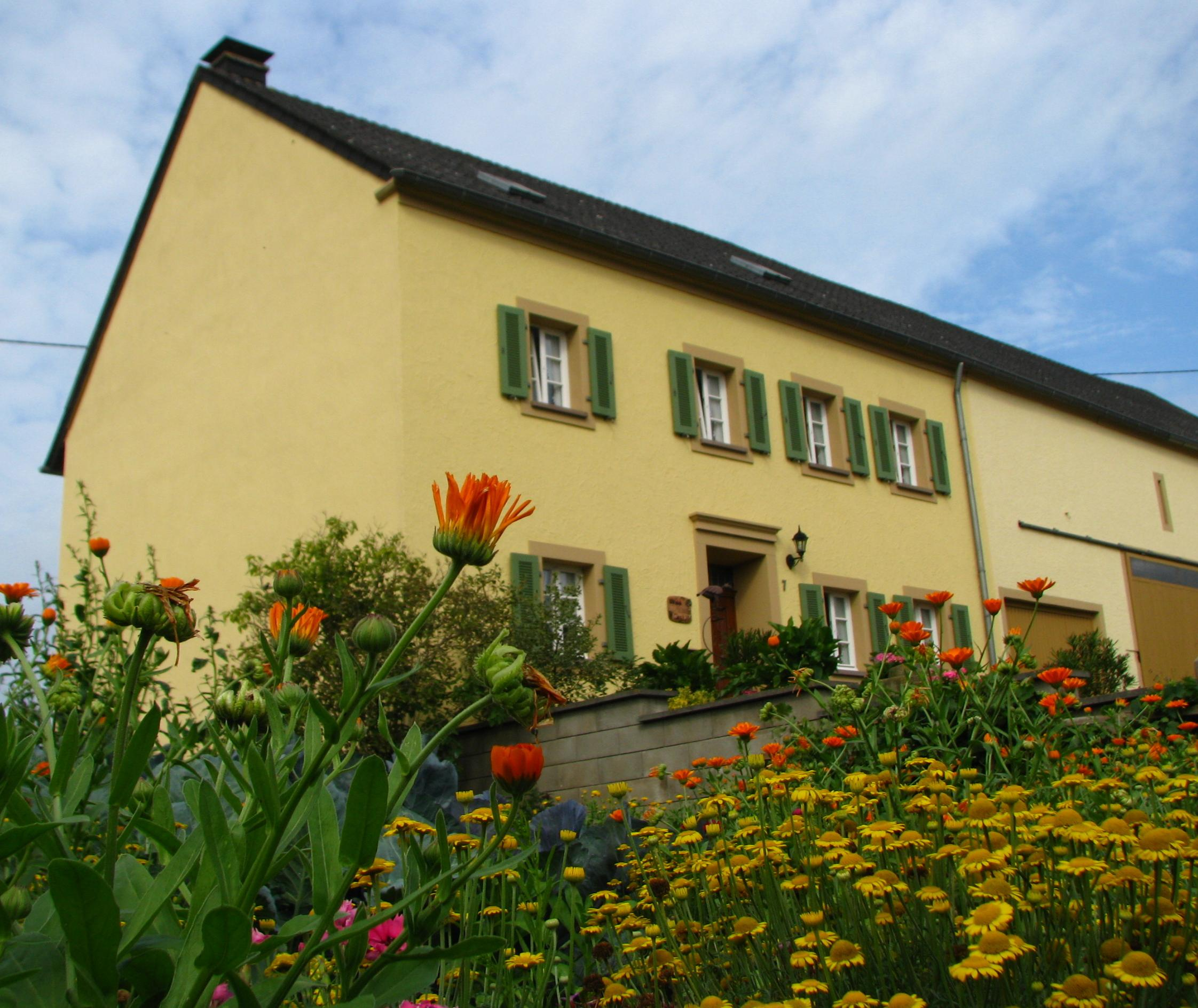
Renoviertes Bauerngehöft vom Trierer Typ in Eisenach

- Katholische Pfarrkirche St. Martin, eine Hallenkirche von 1898
- Katholischer Pfarrhof von 1853
- Über das Gemeindegebiet sind einige – teils sehr alte – Wegekreuze verteilt.

Siehe auch: Liste der Kulturdenkmäler in Eisenach

## Wirtschaft und Infrastruktur
Landwirtschaftliche Betriebe sind prägend für Eisenach. Südwestlich des Ortes ist ein Steinbruchbetrieb ansässig, der Dolomitschotter produziert.
In der Windlücke südöstlich der Ortslage befindet sich der Windpark Welschbillig-Eisenach.

### Verkehr
Durch Eisenach führt die Landesstraße 40 vom Abzweig der B 51 bei Helenenberg nach Irrel.